# Mount Vernon (Île-du-Prince-Édouard)
Pour les articles homonymes, voir Mount Vernon (homonymie).
Mount Vernon est une communauté dans le comté de Queens sur l'Île-du-Prince-Édouard, au Canada, à l'ouest de Murray River.